# 연합주의
연합주의(associationism)는 정신 과정이 하나의 정신 상태와 후속 상태의 연합에 의해 작동한다는 생각이다. 모든 정신적 과정은 별개의 심리적 요소와 그 조합으로 구성되며, 이는 감각이나 단순한 감정으로 구성된다고 믿는다. 철학에서 이 생각은 경험주의와 감각주의의 결과로 간주된다. 이 개념은 심리학적 이론뿐만 아니라 포괄적인 철학적 기초와 과학적 방법론을 포괄한다.

## 같이 보기
- 연결주의
- 가족 유사성
- 프로토타입 이론